# Paul Mercier (homme politique, 1924)
Pour les articles homonymes, voir Paul Mercier.
Paul Mercier (26 juillet 1924 - 7 août 2013) est un professeur, homme d'affaires et homme politique fédéral du Québec.

## Biographie
Né à Bruxelles en Belgique, il participe aux derniers balbutiements de la Seconde Guerre mondiale lorsqu'il devient volontaire de l'Armée belge en 1944. Après avoir immigré au Québec, il entame sa carrière politique en devenant maire de la municipalité de Blainville dans les Laurentides en 1977. En 1992, il publie conjointement avec le maire de Châteauguay Jean-Bosco Bourcier un livre vantant une vision régionale du transport en commun. En 1993, le conseiller Pierre Gingras le remplace comme maire (Onil Charron par intérim) lui permettant de devenir député du Bloc québécois dans la circonscription de Blainville—Deux-Montagnes lors des élections de 1993. Réélu dans Terrebonne—Blainville en 1997, il ne se représente pas à l'élection fédérale canadienne de 2000.
Lors de son passage à la Chambre des communes, il est porte-parole du Bloc québécois en matière de Transport ferroviaire de 1994 à 1999 et d'Anciens combattants de 1999 à 2000.